# Chionophylax monteryla
Chionophylax monteryla är en nattsländeart som beskrevs av Lazar Botosaneanu 1957. Chionophylax monteryla ingår i släktet Chionophylax och familjen husmasknattsländor. Inga underarter finns listade i Catalogue of Life.